# NGC 5805
NGC 5805 is een compact sterrenstelsel in het sterrenbeeld Ossenhoeder. Het hemelobject werd op 3 april 1854 ontdekt door de Ierse astronoom William Parsons.